# All the Way Up
«All the Way Up» — поп-рок сингл актрисы и певицы Эмили Осмент из её дебютного мини-альбома «All the Right Wrongs». Релиз состоялся 25 августа 2009 года и это был единственный сингл, не вышедший вместе с альбомом. Песня была написана Эмили Осмент, Антонио Фагенсоном и продюсером Джеимс Максвеелл Коллинсом.
В основном песня получила положительные отзывы от критиков. Одна часть критиков похвалили «дерзость» Осмент, и сделали предложение присоединяться к команде Hollywood Records, подобно большинству других артистов канала Дисней. Другая часть похвалила сингл, называя его великолепным началом карьеры Эмили Осмент.
«All the Way Up» не получил высоких позиций на международных чартах, но на Радио Дисней он был хитом. Музыкальное видео было продюсировано Романом Вайтом. В нём показаны Эмили Осмент и группа Push Play, исполняющие песню в их квартире. Сингл «All the Way Up» был исполнен на первом туре Эмили «Clap Your Hands Tour», а также на ток-шоу «The View».

## Происхождение
Сингл «All the Way Up» был написан самой Эмили Осмент вместе с Джеймсом Максвеллом Коллинсом и Антонио Фагенсоном. Песня была записана во время съёмок популярного шоу «Ханна Монтана». Во время интервью Осмент рассказала, что песня была написана за 3 месяца. Дебют сингла состоялся 25 августа 2009 на Радио Дисней. Первоначально, You Are the Only One должен был быть реализован как возглавляющий сингл. Однако Осмент написала для релиза «All the Way Up», и в конечном итоге её записывающая студия согласилась реализовать его как дебютный сингл.

## Композиция
«All the Way Up» написан в жанре поп-рок. Также сингл имеет присутствие инди-рока. Мелодия песни быстрая, благодаря снисходящему темпу бьющего рока. Песня в основном построена на басах и ударных, но там также присутствует и гитара. Осмент назвала Аланис Мориссетт одним из главных вдохновителей сингла и альбома. Она рассказала, что альбом Мориссетт Jagged Little Pill в основном и повлиял на её музыкальную карьеру, и что она включила темы из её альбома в свои. В одном из интервью Осмент сказала:

«Эта песня была написана около года назад, и я записала финальную версию песни три или четыре месяца назад. Я написала её вместе с Тони Фагенсоном и Максом Коллинсом …. Когда мы впервые писали её, мы хотели дописать песню о прорыве … много детей могут соединиться вместе, поскольку у всех нас есть странные привычки.»

Песня «All the Way Up» была написана Осмент в соавторстве со всеми её подростковыми фанатами в уме. Это говорит о желании вырваться, и просто стать тем, кем вы хотите быть. Главным примером этой темы стал момент, когда Осмент поет припев «Все время вверх, все время вниз. Никогда не оглядываюсь назад, пришло время прорыва!» (англ. «All the way up, all the way down. Never look back, it’s time to breakout!»).

## Восприятие

### Критика
Ответы критиков на сингл «All the Way Up» как правило смешанные, но большинство критиков склоняется к положительным отзывам. Эндрю Лихи из Allmusic заявил, что "после заигрываний с поп и кантри музыкой на её ранних записях, Эмили Осмент терпит рок-н-ролл переделки для своего дебютного EP «All the Right Wrongs». Во время обзоре альбома на absolutepunk.net было сказано, что «All The Way Up хоть и неожиданный сингл, но содержит светскую лирику („Это моя жизнь, это бунт/Давай, детка, ты не можешь это отрицать“) и скучные поп мелодии». Они[кто?] ещё добавили, что Осмент страдает серьёзным кризисом идентичности (имеется в виду подписание контракта с Wind-up Records вместо Hollywood Records, как и большинство артистов Disney).
Сингл действительно получил положительные отзывы. В своем обзоре сингла, sodahead.com сказал, что это любимая песня из альбома. Они также добавили, что песня очень «веселая», и заставляет вас «встать и танцевать!» J!-ENT сказали, что инди-рок природа вокальной способности Осмент. Они также добавили, что это хороший сингл, и, что он подает некоторые надежды на Эмили Осмент, а именно как на певицу. Их общее заявление для сингла было то, что «Хорошая и интересная актриса сериала „Ханна Монтана“ оказалась музыкальной звездой».

### Чарты
«All The Way Up» получил мало поощрений, и поэтому ему не удалось получить большие позиции на музыкальных чартах по всему миру. Песне удалось подняться до 7 позиции в Топ-30 на Радио Дисней и до 77 позиции на Canadian Hot 100. Не дотянув до 76 позиции, на следующей неделе он упал до 94 позиции, пока и вовсе не ушёл с чарта.

## Музыкальное видео

### Концепция
Официальное видео на песню «All the Way Up» было снято режиссёром Романом Уайтом. Он был снят в июле и выпущен уже 25 августа 2009 года, вместе с выходом песни. Американская группа Push Play появляется в клипе, как группа Эмили Осмент. Это отсылка на то, что Осмент только что снялась в клипе на их сингл «Midnight Romeo», который также был отснят режиссёром Уайтом. Особенность видео Осмент и группы Push Play в исполнении песни в квартире, в то время как соседи слушают это. В конце клипа музыка становится настолько громкой, что здание начинает рушиться. Отвечая на вопрос о концепции видео, Осмент сказала:

«Видео такое смешное, играет моя группа Push Play […] Мы приятели.» […] «Это было действительно смешно, когда мы снимали клип в макете квартиры, где вы могли видеть, что происходит в каждой комнате […] Я играю музыку наверху, и вы можете видеть, как это оживляет все квартиры ниже.»

## Промо
В попытке продвижения сингла, Осмент была на множестве программ на телевидении и радио. Она также участвовала в нескольких сессиях Q&A с поклонниками, а также давала интервью во многих блогах. В отличие от предыдущих песен Эмили Осмент, «All the Way Up» не получил никакой положительной оценки от Disney Channel, в связи с этим Эмили и записала сингл под лейблом Wind-up Records, а не под Hollywood. Во время вещания песни на Радио Дисней, она вошла в десятку в Топ-30. Осмент побывала на популярном дневном ток-шоу The View, где она дала интервью о своем новом альбоме и сингле. После интервью она спела сингл вживую. Она также исполнила множество песен на местной телевизионной станции Orange Lounge. 29 октября песня была исполнена на Канадской музыкальной телепрограмме MuchOnDemand на MuchMusic. На следующее утро, сингл был спет на Канадском телевизионном сериале «Breakfast Television».

## Список композиций
1. «All the Way Up» — 3:12 (альбомная версия)
2. «All the Way Up» — 3:10 (радио версия)

## Чарты
| Чарт (2009)                                    | Максимальная позиция |
| ---------------------------------------------- | -------------------- |
| Canadian Hot 100                               | 76                   |
| Australian Top Hitseekers                      | 10                   |
| South Korea (International Chart) (Gaon Chart) | 156                  |